# Museo nacional de Liechtenstein
El Museo nacional de Liechtenstein (en alemán: Liechtensteinisches Landesmuseum) es un centro de exhibiciones en la ciudad de Vaduz, la capital del principado y nación europea de Liechtenstein.
El edificio del museo se remonta al año 1438. Se utilizó para albergar la taberna principesca, una aduana y la sede del gobierno. Una serie de obras que se llevaron a cabo entre 1998 y 2008 lograron renovar el edificio y extenderlo hacia la ladera de la montaña .
El museo exhibe artefactos sobre la historia, la cultura y los paisajes de Liechtenstein en sus tres edificios y 42 salas de exposición .

## Galería de imágenes

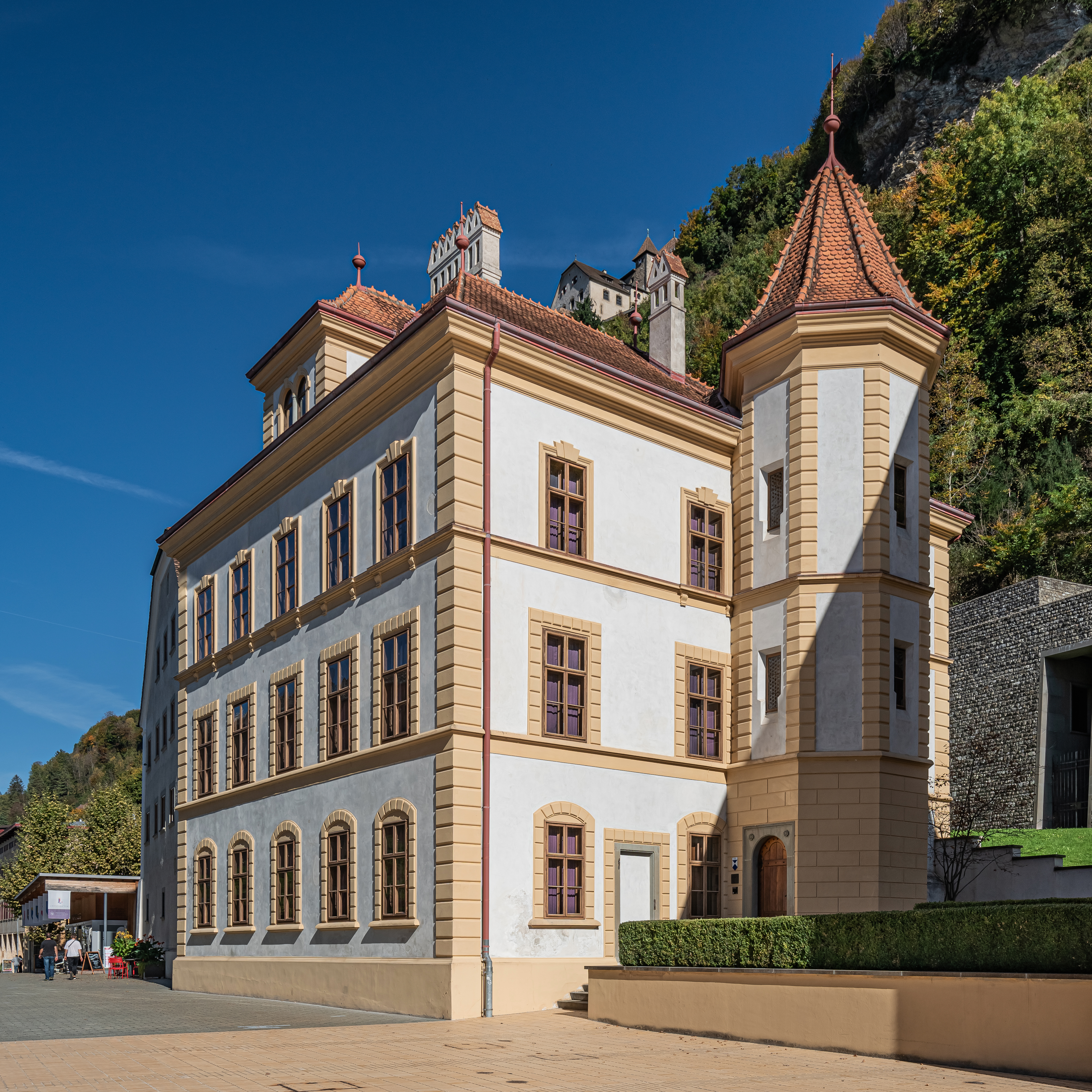
Verweserhaus.
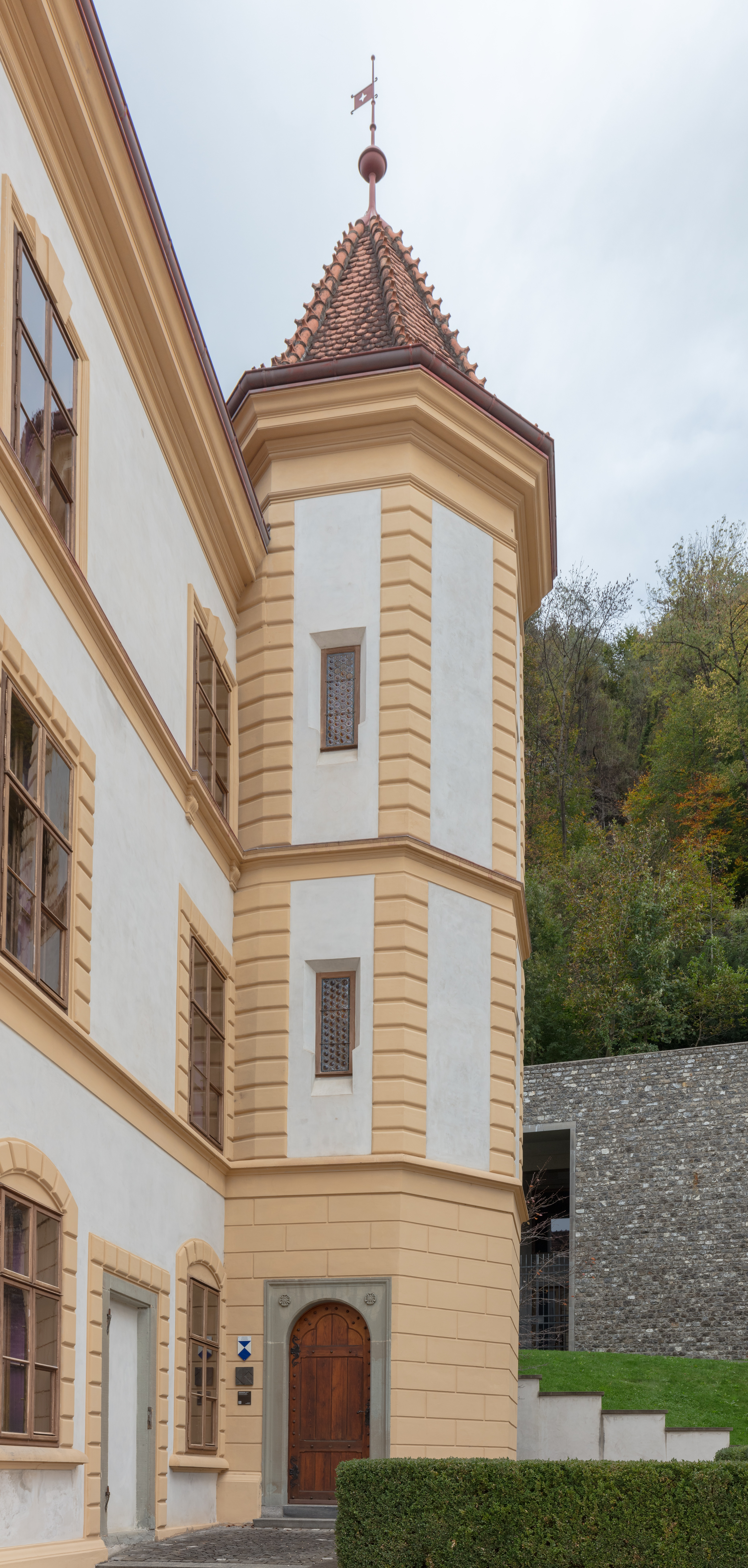
Verweserhaus.
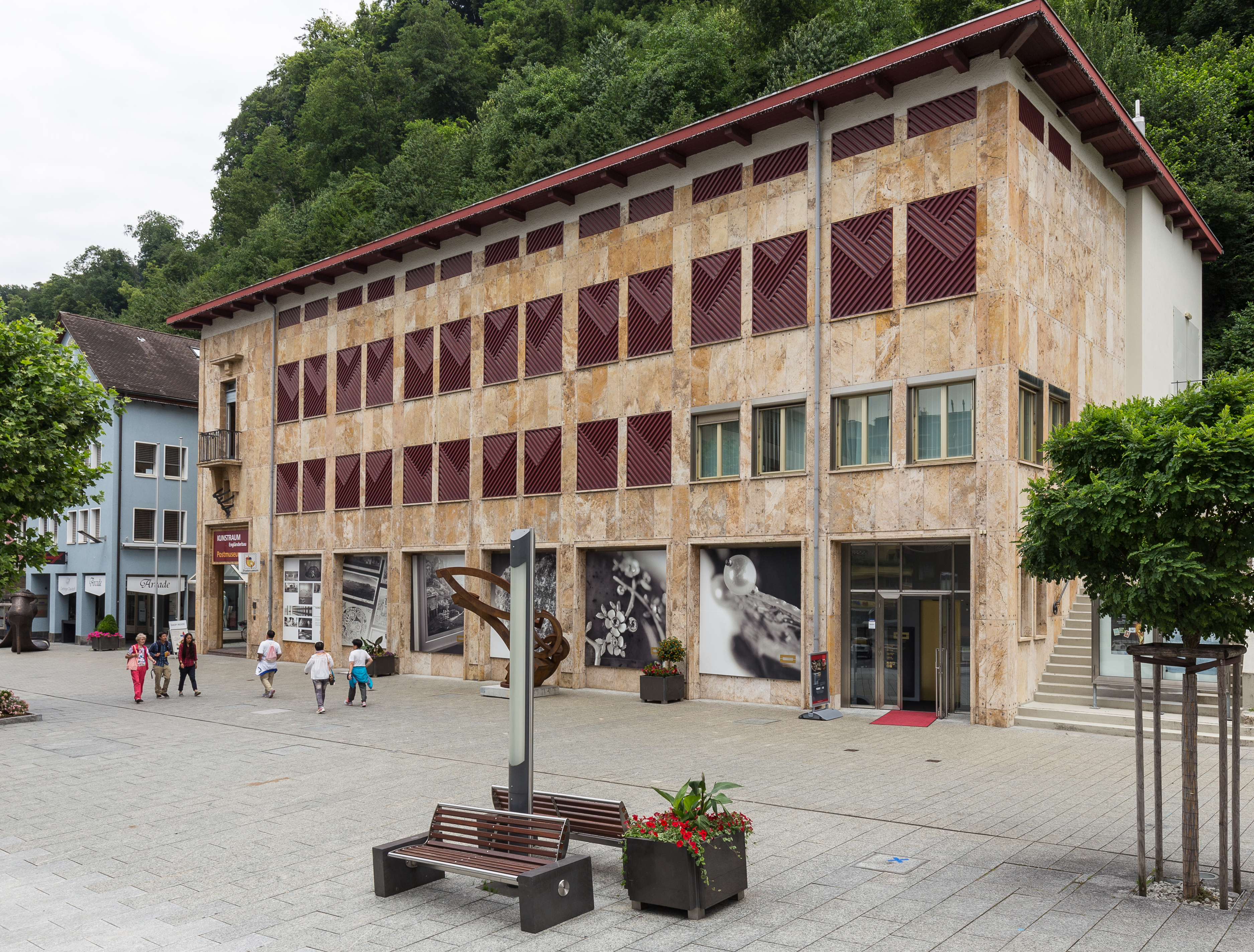
Museo postal.
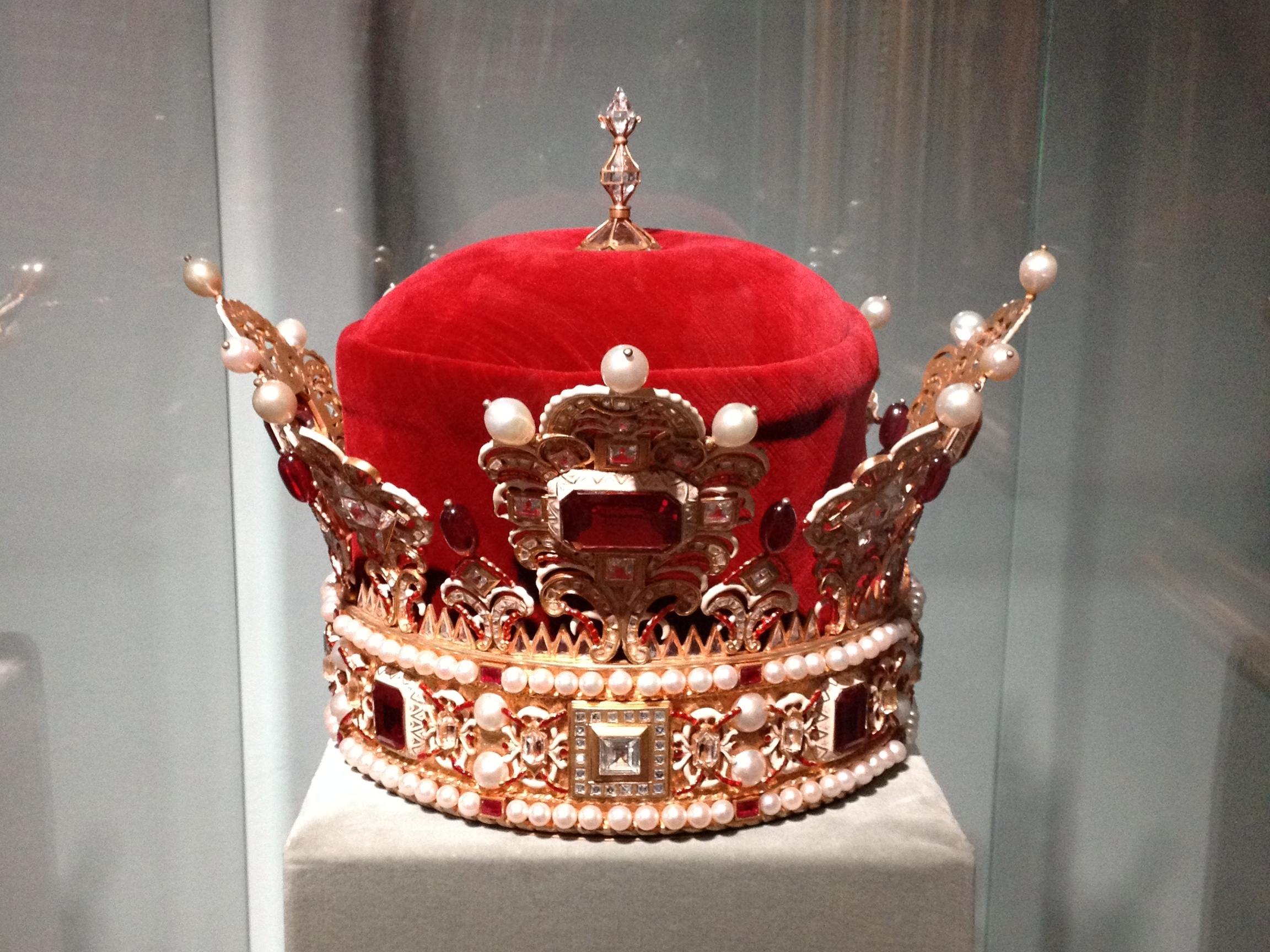
Corona ducal.
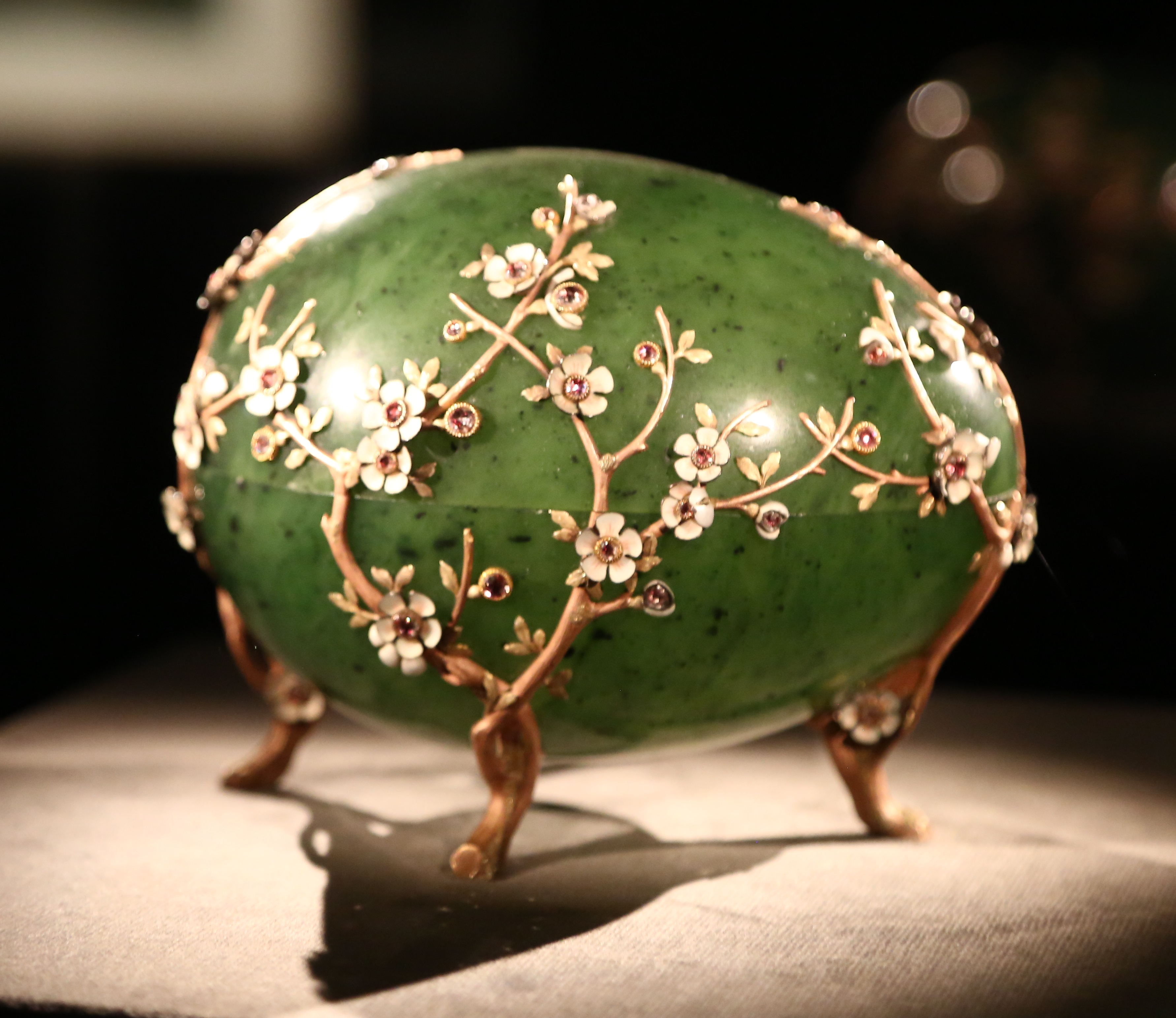
Huevo Fabergé.